# François de Chabrier-Peloubet
François-Michel-Armand de Chabrier-Peloubet (Lauzun, 21 juli 1789 – Parijs, 23 maart 1871) was een Frans politicus ten tijde van het Tweede Franse Keizerrijk.

## Biografie
Van 1848 tot 1857 was hij directeur-generaal van de Koninklijke en later de Keizerlijke Archieven. Op 5 oktober 1864 werd Chabrier-Peloubet door keizer Napoleon III benoemd tot senator. Hij zou in de Senaat blijven zetelen tot de afkondiging van de Derde Franse Republiek op 4 september 1870.